# Mailog
Mahlog, Mahilog o Mailog fou un estat tributari protegit, un dels estats del grup de les muntanyes Simla (Simla Hill States) dependents del govern de Panjab i avui a Himachal Pradesh. El sobirà fou expulsat pels gurkhes vers 1803 però restablert pels britànics el 1815 per un sanad de 4 de setembre de 1815 i en endavant va quedar sota protecció britànica.
La superfície era de 124 km² i la població el 1881 de 9.169 habitants i el 1901 de 8.968. Els ingressos s'estimaven en 1000 lliures a l'any (1880) i el tribut era de 145 lliures i van pujar a 2000 lliures el 1900 però el tribut es va mantenir (1440 rupies). Els productes del país eren opi i gra. La jurisdicció era amplia amb úniques limitacions sobre sentències de mort. L'estat disposava al segle XIX d'un exèrcit de 75 homes.
La capital era Patta a uns 50 km al sud de Simla al peu de la muntanya Kasauli.
La dinastia procedia d'Ayodhya i l'ancestre hauria estat Bir Chand, raja d'Ayodhya; fou fundat abans de 1600 i fou tributari dels mogols a través de Bilaspur. Els gurkhes van ocupar Bilaspur i Mailog vers el 1803 i no els van abandonar totalment fins al 1815. El 1898 el thakur va obtenir el títol de rana però de manera personal.

## Llista de rages, thakurs i ranes
- Cinc sobirans
- Raja Kandosi Chand, sisè sobirà
- Raja Uttam Chand, que va donar el nom a l'estat
- Rana Ajit Chand (va perdre gran part del territori davant Kangra)
- Diversos sobirans
- Thakur Nahar Chand ? -1801
- Thakur Sansar Chand 1801-1803 i 1815-1849 (fill)
- Thakur Dhalip Chand 1849-1880 (fill)
- Rana Raghunat Chand 1880-1902 (fill)
- Thakur Durga Chand 1902-1934 (fill)
- Thakur Narendra Chand 1934-1948